# Пулар, Йоан
Йоа́н Пула́р (фр. Yoann Poulard; 1 июля 1976, Сен-Назер) — французский футболист, центральный защитник.
Клубом, где футболист провёл наиболее удачную часть своей карьеры, стал «Ле-Ман». Там Йоан на протяжении восьми сезонов был одним из главных защитников команды, в основном в Лиге 2. Благодаря своему неимоверно высокому росту (191 сантиметр), футболиста прозвали «дылдой». После «Ле Мана», в течение одного сезона Йоан Пулар довоьно успешно играл за «Брест».
В 2007 году перешёл в «Нант». До его прибытия в «Нант» было множество проблем, потому что «Брест» и «Нант» между собой все никак не могли договориться о сумме перевода футболиста. Казалось бы, что сделка провалилась, однако все изменилось, когда у команды поменялся владелец (франко-польский бизнесмен Вальдемар Кита). Футболист стал играть в новой команде, однако его месту все время угрожали новые конкуренты, так что, несмотря на его хорошую игру, футболисту не удалось закрепиться в составе «Нанта».
В 2009 году Йоан Пулар подписал двухлетний контракт с «Аяччо», впоследствии продлил контракт и выступает за «Аяччо» до настоящего времени.